# Agaocephala melolonthida
Agaocephala melolonthida är en skalbaggsart som beskrevs av Thomson 1860. Agaocephala melolonthida ingår i släktet Agaocephala och familjen Dynastidae. Inga underarter finns listade i Catalogue of Life.